# Пещеры Вомбейан
Вомбейан (англ. Wombeyan caves) — карстовая пещерная система в Австралии.
Расположены в 270 километрах к юго-западу от города Сиднея и в 77 км к северу от городу Гоулберн. Пещеры были впервые обнаружены в 1828 году экспедицией Джона Джозефа Уильяма Молесворс Оксли и Джона Макартура. Начиная с момента открытия их постоянно посещают туристы, в 1865 году данные пещеры были включены в закон об охране природы. Большая часть этой обширной системы пещер доступны только для спелеологов.